# Viloria
Viloria conocido popularmente como Viloria del Henar es un municipio situado al sureste de la provincia de Valladolid, colindando con la provincia de Segovia, a la que perteneció en una de las antiguas distribuciones provinciales. El límite entre las dos provincias se encuentra a unos dos kilómetros de la localidad.

## Historia
Se remonta a la repoblación de la zona de Cuéllar. Se han hallado restos arqueológicos visigodos en diversas localizaciones del municipio y terrenos cercanos al mismo.
El documento histórico más antiguo conservado es una Carta de Privilegio otorgada por Juan II confirmando la dada por Sancho IV el 20 de diciembre de 1294, a los habitantes de Viloria para que plantasen un pinar para su uso y disfrute. Desde la Alta Edad Media está integrado en la Comunidad de Villa y Tierra de Cuéllar, dentro del Sexmo de Montemayor
Su población, según el (INE) de 2019 es de 340 habitantes censados, aunque durante el verano su población aumenta con los emigrantes que retornan desde lugares como Madrid, Barcelona y Bilbao. y con veraneantes que se trasladan desde otros lugares.
Su población se dedica mayoritariamente al sector servicios y al industrial, desplazándose hasta Valladolid y otras poblaciones, si bien una pequeña proporción vive de la agricultura y ganadería.
En el municipio hay talleres de hierro, carpinterías, reparación de automóviles, construcción, extracción y envasado de piñones, talleres artesanos de forja y cuero, elaboración y envasado de miel y una empresa de distribución de energía eléctrica de propiedad municipal.

## Demografía

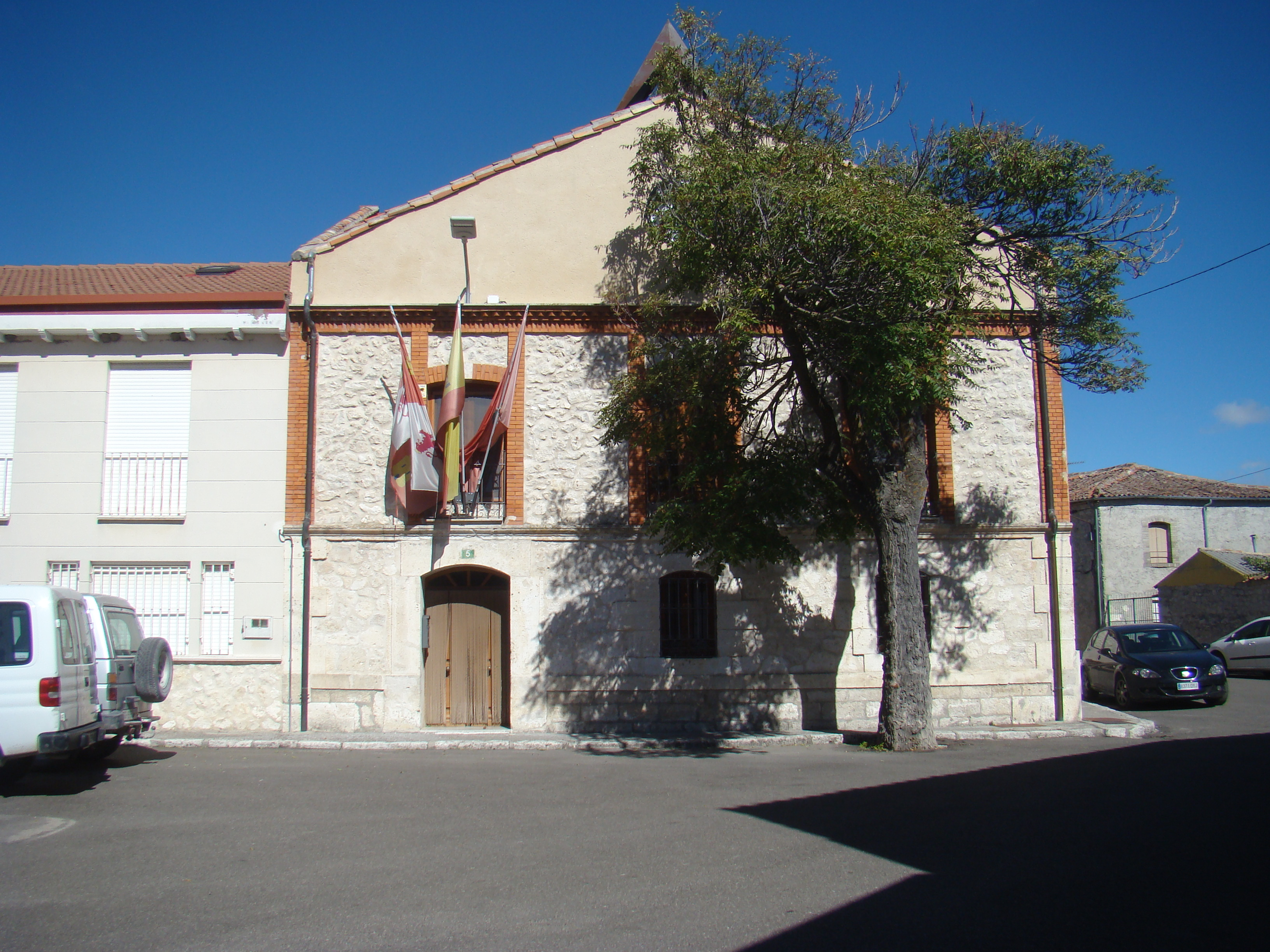
Casa consistorial

Cuenta con una población de 331 habitantes (INE 2024).
| Gráfica de evolución demográfica de Viloria entre 1842 y 2021                                                         |
| |
| Población de derecho según los censos de población del INE. Población de hecho según los censos de población del INE. |

## Educación
En el municipio hay un Colegio Público Rural que cuenta con dos aulas y se distribuye en dos edificios separados por una calle y donde se imparte la Educación Primaria.
Para la Educación Secundaria el alumnado se desplaza en transporte escolar a la vecina localidad de Cuéllar, distante 8 km.
Se imparten clases de inglés dentro del programa de Educación de Adultos.

## Cultura

### Patrimonio

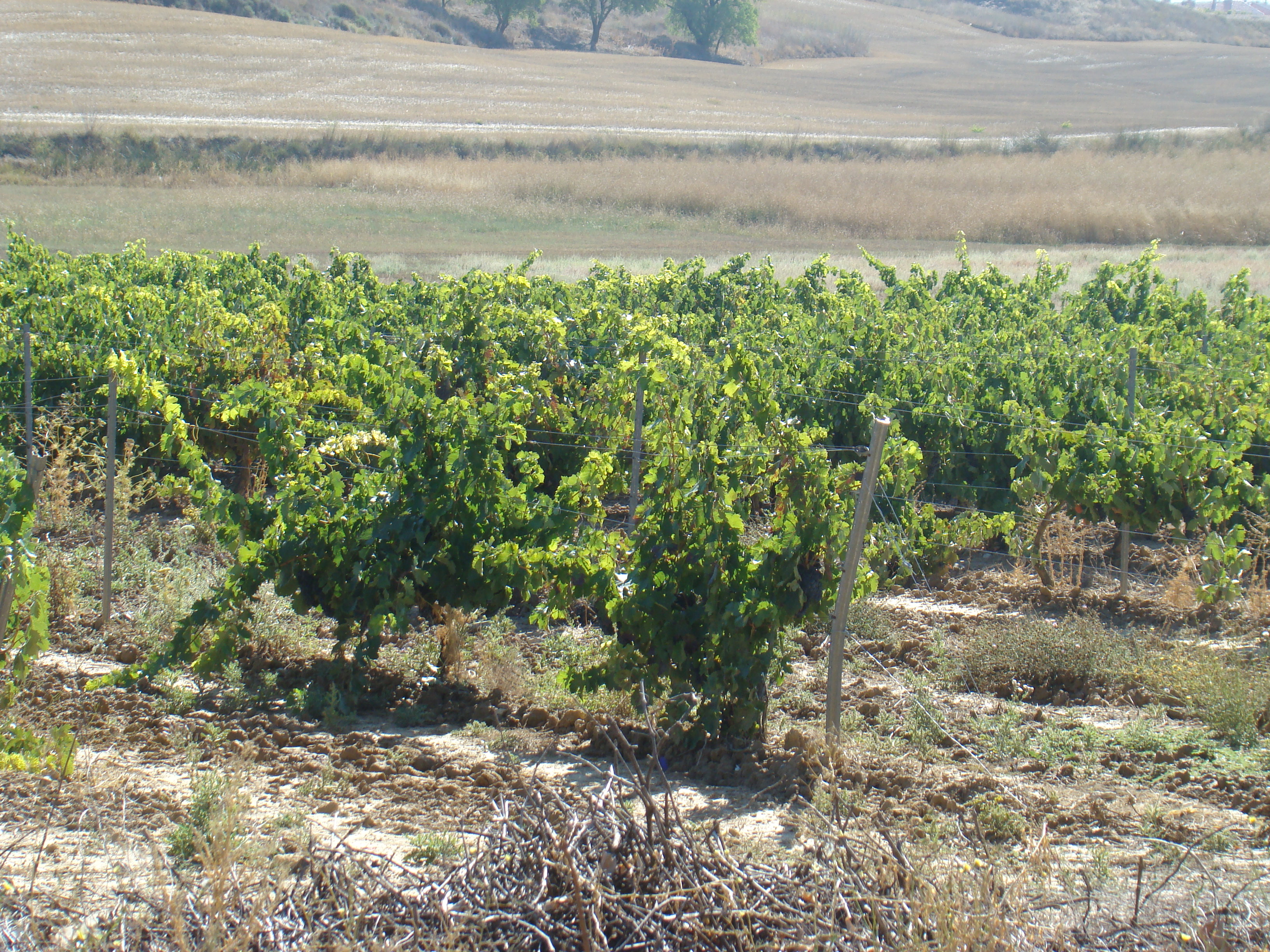
Viñedos

Forma parte de la Ruta del Caballero y está encuadrada dentro de la llamada Tierra de Pinares, aunque en su término municipal también hay otras especies como arces y chopos, enebros, sabinas y robles.
El arroyo de El Henar, que discurre por la zona sur del término, al pie del municipio, dibuja un valle estrecho que está protegido por las normas urbanísticas con especial protección por su valor paisajístico.
El municipio ha conseguido varios premios por su compromiso con el Medio Ambiente y la biodiversidad, así como por un proyecto de cultivo experimental de trufas, pistachos y variedades antiguas de frutales.
Se conserva el trazado antiguo del municipio con una plaza excéntrica que se asoma al valle por dos de sus calles y que se cierra con algunas de las casas más antiguas, todas ellas de piedra de la zona y la iglesia, que fue derribada a principios de los años 1960 y que conserva de su estructura original la torre en piedra de mampostería y la portada encaramada con arcos de medio punto y capiteles con motivos vegetales.
También se pueden observar los restos de un torreón medieval en la ladera norte del valle.
A 3 km de distancia en dirección a Cuéllar se halla el Santuario de Nuestra Señora del Henar.

### Fiestas
Las Fiestas se celebran el domingo siguiente al Corpus y el 5 de agosto.
Los días 5 al 7 de agosto, se celebra la festividad de Nuestra señora de las Nieves.
A 3 km de distancia en dirección a Cuéllar se halla el Santuario de Nuestra Señora del Henar, ya en la provincia de Segovia.

### Actividades
El municipio cuenta con una biblioteca donde se desarrolla una importante actividad cultural con actividades de curso completo como Aulas de Cultura, Escuela de la Memoria, Taller de Lectura y cursos de duración corta a lo largo del año.
Los jóvenes cuentan además con un Centro Joven donde disponen de medios audiovisuales y realizan actividades.
Hay tres Asociaciones que dinamizan la vida cultural del municipio con actividades anuales y otras que colaboran en las Fiestas Patronales como el Mercadillo Solidario que tiene 15 años o Teatros para amenizar las tardes del verano.

### Deportes
En el municipio se imparten durante todo el año clases de Gimnasia de Mantenimiento, Deporte Escolar y gimnasia para niños/as. En los meses de julio y agosto se desarrollan diversos eventos deportivos como Torneo de Futbito, Miniolimpiadas, etc. a los que asisten participantes de municipios cercanos.
También en el verano se celebran torneos de deportes tradicionales como tanga y bolos.